# Lockheed Model 12 Electra Junior
Локхид Модель 12 (англ. Lockheed Model 12) — двухмоторный, 6—7-местный гражданский или военный лёгкий транспортный самолёт, тренировочный самолёт.

## История создания
Модель 10 Электра принесла Локхиду неплохие доходы и позволила значительно улучшить финансовую ситуацию. Это дало Локхид возможность в 1935 году приступить к разработке нового проекта, которым стал ещё один двухмоторный самолёт, во многом схожий с Электрой, но несколько меньших размеров. Проекту было присвоено наименование Модель 12. Это был один из первых самолётов, предназначенных для использования в качестве корпоративных бизнес-самолётов, он был способен перевозить шесть пассажиров в хорошо меблированном салоне.
С самого начала компания стремилась закончить разработку и совершить первый полёт к 26 июня 1936 года, чтобы самолёт мог принять участие в конкурсе, открытом в 1936 году Департаментом Торговли и Коммерции. Эта цель была успешно достигнута, и 27 июня лётчик-испытатель Маршал Хедли (Marshall Headle) поднял в небо новый самолёт, который впоследствии и стал победителем конкурса. В качестве двигателей были выбраны два Пратт энд Уитни Уосп Джуниор (Pratt & Whitney Wasp Junior), позволявшие Модели 12 развивать скорость до 386 км/час, что было на 48 км/час больше по сравнению с предыдущей моделью. Модель 12 была сертифицирована 14 октября 1936 года и была довольно успешна на рынке как корпоративных и частных самолётов, так и в качестве коммерческого авиалайнера. Всего было выпущено 114 машин до того момента, когда в 1942 году производство было прекращено.

## Применение
В 1937—38 Локхид Модель 12 использовался армией США в качестве транспортного самолёта в основном в семиместной конфигурации. ВМС США, Корпус морской пехоты и Армейский корпус использовали различные незначительно отличающиеся модификации самолёта под обозначениями JO-1, JO-2, C-40, C-40A, UC-40D, XJO-3, C-40B.
В 1938 году компания приступила к работе над вооружённой версией самолёта, и прототип совершил первый полёт в следующем феврале. Самолёт был вооружён пулемётом калибра 12,7 мм установленным в носовой части, другой такой же пулемёт устанавливался во вращающейся турели, кроме того самолёт имел подвески, позволяющее нести бомбовое вооружение. Королевские ВВС Нидерландов заказали 16 таких самолётов под обозначением Модель 212 в качестве тренировочных машин и в качестве патрульных самолётов, для подразделения береговой охраны, которое предполагалось разместить на Яве. Был так же размещён заказ на 13 машин Локхид Модель 12А, восемь из которых так и не были поставлены до того момента, когда Голландская Восточная Индия попала под японскую оккупацию. Эти машины впоследствии использовались в качестве тренировочных в тренировочной школе для Голландских пилотов, расположенной в Джэксоне (штат Миссисипи).

## Операторы
- Нидерланды
- Королевские Военно-воздушные силы Великобритании (RAF)
- Королевские Военно-воздушные силы Канады (RCAF)
- Военно-воздушные силы США
- Корпус морской пехоты США
- Военно-морской флот США

## Тактико-технические характеристики

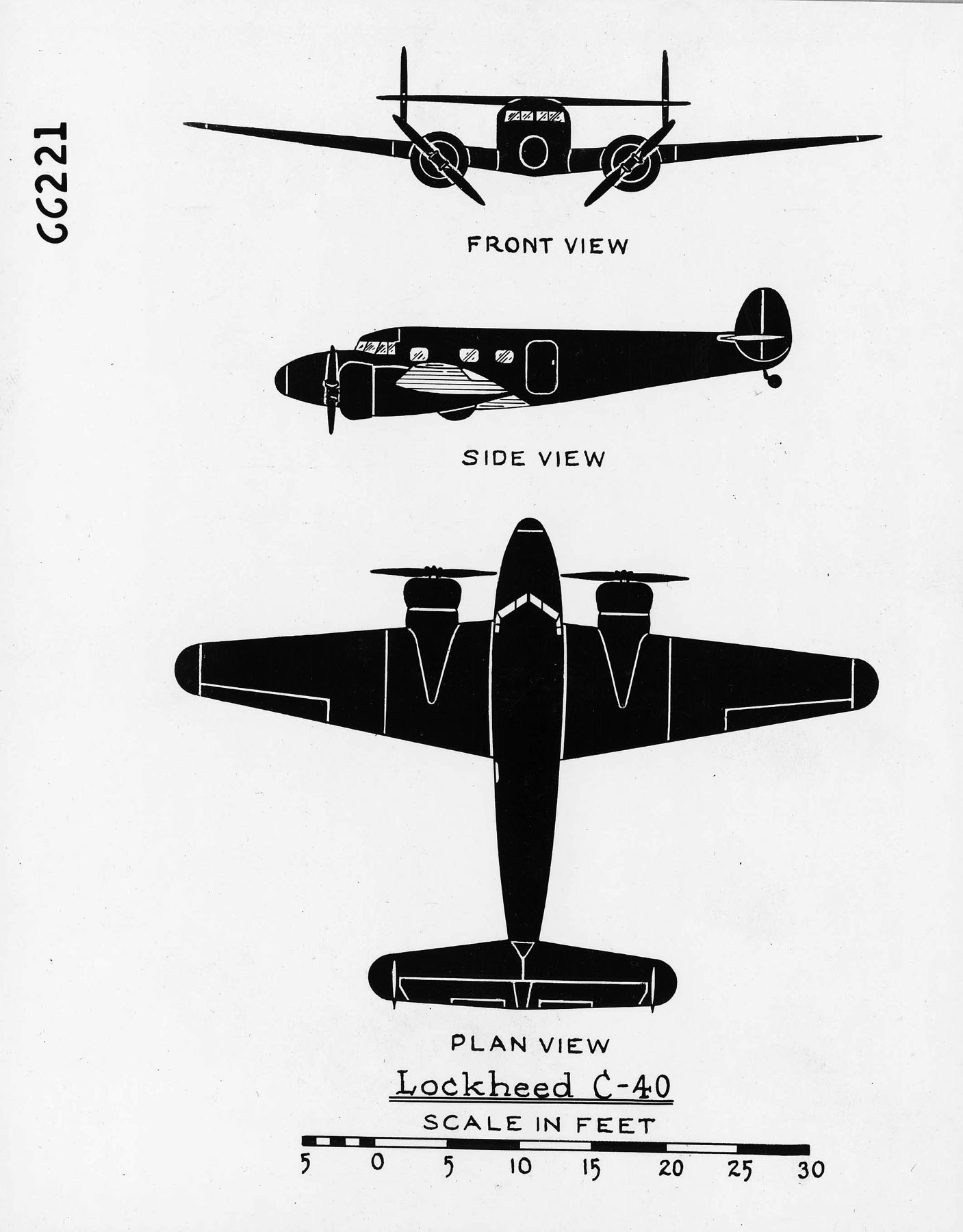
Lockheed C-40

Приведенные характеристики соответствуют модификации Lockheed Model 12-A.
Источник данных: Jane's 

Технические характеристики
- Экипаж: 2 пилота
- Пассажировместимость: 6 пассажиров
- Длина: 11,12 м
- Размах крыла: 15,1 м
- Высота: 2,98 м
- Площадь крыла: 32,75 м²
- Масса пустого: 2 703 кг
- Нормальная взлётная масса: 3 923 кг
- Масса полезной нагрузки: 1 220 кг
- Силовая установка: 2 × радиальных Pratt & Whitney R-985 SB «Wasp-Junior»
- Мощность двигателей: 2 × 400 л.с. (2 × 294 кВт)

Лётные характеристики
- Максимальная скорость:  
  - у земли: 344 км/ч
  - на высоте 1525 м: 362 км/ч
- Крейсерская скорость:  
  - у земли: 307 км/ч
  - на высоте 1525 м: 325 км/ч
  - на высоте 2928 м: 341 км/ч
- Скорость сваливания: 105 км/ч (посадочная)
- Практическая дальность: 1 705 км (при 50% мощности)
- Практический потолок: 6 802 м
- Максимальный потолок: 7 320 м
- Скороподъёмность: 6,9 м/с
- Нагрузка на крыло: 119,8 кг/м² (расч.)
- Тяговооружённость: 149,9 Вт/кг (расч.)